# خیابان سرو
خیابان سرو در منطقه ۲ شهرداری تهران به طول تقریبی ۲٫۷ کیلومتر در دو سوی شرق و غرب میدان شهید حسن تهرانی (کاج) واقع شده و از شرق به میدان فرهنگ واقع در بلوار سعادت‌آباد و از غرب به میدان کتاب واقع در بلوار فرحزادی منتهی می‌شود.
در روز ۲۲ اسفند ۱۳۹۵ اقبال شاکری رئیس کمیسیون عمران شورای اسلامی شهر تهران گفت اعضای شورا از میان ۶ گزینه، بلوار سرو را برای تغییر نام به «آیت‌الله هاشمی رفسنجانی» انتخاب کردند. هم‌زمان خانوادهٔ هاشمی اطلاعیه‌ای صادر کردند که در آن آمده بود: «در این مورد خاص فرزند آیت الله هاشمی صراحتاً اعلام کرده است که نظری ابراز نکرده و در مورد این خیابان خاص نیز اگر بنا بر اظهار نظر باشد نظر خانواده مثبت نخواهد بود.»